# Орлов, Джал Дарбакович
Джал Дарбакович Орлов (20 ноября 1905, станица Батлаевская (Батлаевский юрт), Сальский округ, Область Войска Донского, Российская империя — 1984, Элиста, Россия) — первый светский калмыцкий философ, общественный деятель Калмыкии, педагог, один из организаторов высшего образования в Калмыцкой АССР, ректор Калмыцкого педагогического института (1964—1969). Заслуженный деятель науки Калмыцкой АССР.

## Биография
Окончив начальную школу в родной станице Батлаевская, продолжил своё образование в высшей начальной школе в окружной станице Великокняжеской. Из-за того, что его мать не могла оплачивать обучение, Джал Орлов был вынужден вернуться в станицу Батлаевскую, где к тому времени начальная станичная школа, в которой он ранее обучался, была преобразована в двухклассное училище. Он поступил в это училище, которое успешно окончил. В 1919 году был направлен станичным советом на обучение в кадетский корпус в Новочеркасск. В 1920 году в связи с эвакуацией кадетской корпуса из Новочерскасска, он оставил своё обучение и вернулся в Батлаевскую. В октябре 1927 года был призван на службу в Красную Армию. Служил в 76-й Краснознамённом кавалерийском полку 12-й кавалерийской дивизии. 4 ноября 1929 года был демобилизован из Красной Армии. После возвращения в станицу Батлаевскую Джала Орлова назначили следователем 14-го следственного участка Калмыцкого района. На этой должности он проработал до сентября 1930 года, после чего его назначили районным прокурором. В марте 1932 года был назначен помощником прокурора Северо-Кавказского края.
Осенью 1932 года поступил в Ростове-на-Дону в Институт подготовки кадров красной профессуры. В марте 1933 года был назначен секретарём Калмыцкого райкома ВКП(б) из-за чего ему пришлось прервать своё обучение в Ростове-на-Дону. Осенью 1934 года продолжил своё обучение в Институте по подготовке кадров красной профессуры, который он окончил в 1935 году. Потом продолжил своё обучение в Институте марксизма-ленинизма в Москве. В ноябре 1937 года в связи с ликвидаций Института марксизма-ленинизма, после чего Джала Орлова назначили преподавателем Ростовского отделения Института массового заочного обучения. Сдав экстерном экзамены в Ростовском педагогическом институте, получил диплом о высшем образовании. В сентябре 1938 года поступил на аспирантуру Ростовского университета, которую окончил весной 1941 года.
В августе 1941 года был направлен на работу в Элисту на должность заведующего кафедрой марксизма-ленинизма Калмыцкого педагогического института. Летом 1942 года был отправлен на курсы при ивановском военно-политическом училище, по окончании которых получил офицерское звание и отправлен в армию в состав Волховского фронта, где служил в политотделе 59-й армии. На фронте он серьёзно заболел и после госпиталя получил инвалидность. Возвратившись в Элисту, стал преподавать в Калмыцком педагогическом институте.
В декабре во время депортации был выслан на спецпосление в Омскую область. Работал в Омском педагогическом институте. В Омске прожил до 1960 года. В 1957 году был направлен в Институт повышения квалификации при МГУ. 24 июня 1957 года защитил в этом институте диссертацию. В августе 1960 года переехал в Новочеркасск, где стал преподавать философию на электромеханическом факультете Новочеркасском политехническом институте.
В сентябре 1964 года в Элисте возобновил свою работу Калмыцкий педагогический институт и Джал Орлов был назначен его ректором. В 1970 году Калмыцкий педагогический институт был преобразован в Калмыцкий государственный университет и Джал Дарбакович Орлов стал его первым ректором.

## Источник
- Первый философ Калмыкии/ очерк жизни и научно-педагогической деятельности Д. Д. Орлова, КГУ, составитель А. М. Буринов, Элиста, Джангар, 2002, ISBN 5-94587-035-8
- Д. Д. Орлов, О времени и о себе (воспоминания), Элиста: Калмыцкий государственный университет, АПП «Джангар», 2005, 144 стр. с илл., ISBN 5-94587-072-2